# Tatort: Schmutzarbeit
Schmutzarbeit ist ein Fernsehfilm aus der Kriminalreihe Tatort der ARD und des ORF. Der Film wurde vom Norddeutschen Rundfunk unter der Regie von Werner Masten produziert und am 19. Februar 1989 erstmals ausgestrahlt. Es handelt sich um die Tatort-Folge 216. Für den Kriminalhauptkommissar Paul Stoever (Manfred Krug) ist es der 10. Fall. Für seinen Kollegen Peter Brockmöller (Charles Brauer) ist es der 7. Fall, in dem er ermittelt.

## Handlung
Ulf Thorning, Pilot einer kleinen Frachtchartermaschine, will ein an Bord ausgebrochenes Feuer bekämpfen. Er muss feststellen, dass der Feuerlöscher nicht funktioniert und als er die Ladung aus dem Brandbereich bringen will, findet er in den Kisten nur Ziegelsteine vor. Offensichtlich hat jemand seinen Absturz geplant um ihn aus dem Weg zu räumen. Verzweifelt sendet er einen Notruf, bevor er in britischem Hoheitsgebiet abstürzt. Fischern gelingt es, den Piloten lebend aus dem Wasser zu ziehen.
Ulf Thorning hatte vorsorglich seinem Bruder Informationen über die kriminellen Hintermänner zukommen lassen, für die er aus Unwissenheit Waffenschmuggel betrieben hatte. Der Verbrecherorganisation bleibt das nicht verborgen und sie will den Profikiller Jorek auf Professor Thorning ansetzen, wenn dieser demnächst in Hamburg einen Vortrag hält. Jorek wird über seinen nächsten Auftrag informiert und von Horst Simmath mit dem nötigen Arbeits- und Informationsmaterial ausgestattet.
Stoever und Brockmöller sind derweil mit der Klärung eines Mordfalles beschäftigt. Katja Nodorp wurde erschossen in ihrer Wohnung aufgefunden. Von ihrem Bruder erfahren sie von Katjas Freund, Horst Simmath, der recht eifersüchtig und jähzornig sein soll. Noch während der Befragung erhält Stoever einen anonymen Anruf. Der Teilnehmer einer Tagung der Alfred-Bergmann-Stiftung soll umgebracht werden. Stoever reizt die Möglichkeit einen Mord zu verhindern und nicht wie sonst, erst gerufen zu werden, wenn alles zu spät ist. Daher will er sich um diese Angelegenheit kümmern. Er bespricht das Problem mit der Tagungsleiterin Doris Eucken. Ihr fällt sofort der Journalist ein, der sich am Vortag auffällig nach den Tagungsmitgliedern erkundigt hatte. Dank der Aufmerksamkeit von Doris Eucken, die Jorek wiedererkennt als er den Tagungsort erneut aufsucht, gelingt es Stoever dessen Fährte zu folgen und sein Hotel auszumachen. Er setzt Meier 2 auf Jorek an, der ihn daraufhin observiert.
Brockmöller recherchiert inzwischen die Bankbewegungen des Opfers und kann regelmäßige Bareinzahlungen von Simmath feststellen. Da er ausgesagt hatte, dass seine Beziehung mit dem Opfer schon seit Monaten beendet wäre, rückt Simmath in den Focus seiner Ermittlungen. Er recherchiert zunächst nach Robert Vidal, seinem Bootsmann, der ihm für die Tatzeit ein Alibi gegeben hatte. Brockmöller findet im Archiv Aktenunterlagen, wonach dieser in der Vergangenheit in den Waffenhandel verstrickt war. Bei der Durchsuchung von Simmaths Schiff finden die Ermittler kistenweise Maschinengewehre. Als sie Simmath befragen wollen, ist dieser verschwunden. Nach Aussage seine Frau sei er auf Geschäftsreise und ihrer Meinung nach für einen Mord viel zu feige. Stoever ist sich sicher, dass sie die anonyme Anruferin war.
Bei der Überwachung von Jorek beobachtet Meier 2, wie dieser sich mit Simmath trifft und anschließend zum Flughafen fährt. Dort täuscht er seine Abreise vor, sodass die Überwachung eingestellt wird. So kann Jorek unbemerkt Professor Thorning zu sich locken, dem er einen Brief zukommen lässt, wonach sein Bruder ihn angeblich treffen will. Die Tagungsleiterin schöpft jedoch Verdacht. Sie folgt Thorning, kommt aber zu spät. Jorek hat ihn bereits erschossen und begibt sich nach Erledigung seines Auftrages zurück nach Paris.
Stoever und Brockmöller können Simmath aufspüren. Beim Verhör leugnet er zunächst seine Freundin umgebracht zu haben. Nachdem Meier 2 ihn wiedererkennt und er mit dem Mordanschlag auf Thorning in Verbindung gebracht wird, zeigt er sich geständig. Simmath hatte gehofft, den Mord an seiner Freundin Jorek mit unterschieben zu können, da er die Tatwaffe für seinen Auftrag an ihn weitergegeben hatte.
Pilot Ulf Thorning hatte auf eigenen Wunsch die Klinik, in der er behandelt wurde, verlassen und sich auf den Weg nach Deutschland begeben. Da er aber zu spät kommt und seinen Bruder nicht mehr retten kann, kooperiert er mit der Polizei. Stoever ist erfreut, endlich jemand zu haben, der ihn über die Zusammenhänge des Waffenschmuggel von Simmath und dessen Hintermann Bast aufklären kann.

## Produktionsnotizen
Die Dreharbeiten erfolgten in Hamburg und wurden von Studio Hamburg Filmproduktion im Auftrag des NDR übernommen.

## Rezeption

### Einschaltquoten
Bei ihrer Erstausstrahlung am 19. Februar 1989 wurde die Folge Schmutzarbeit in Deutschland von 16,23 Millionen Zuschauer gesehen, was einem Marktanteil von 57,80 Prozent entsprach.

### Kritik
Die Kritiker der Fernsehzeitschrift TV Spielfilm finden, dieser Tatort sei „ein fesselnder Krimi: saubere Arbeit.“